# 트라키아

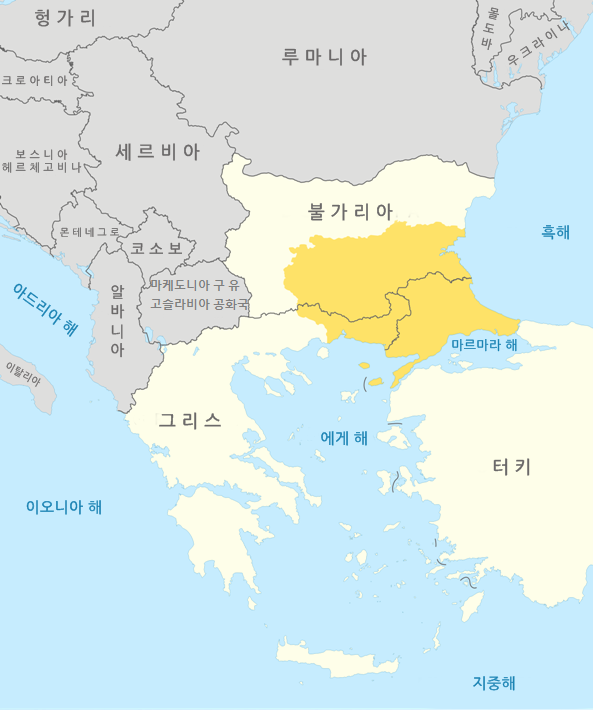
트라키아와 현재의 국경

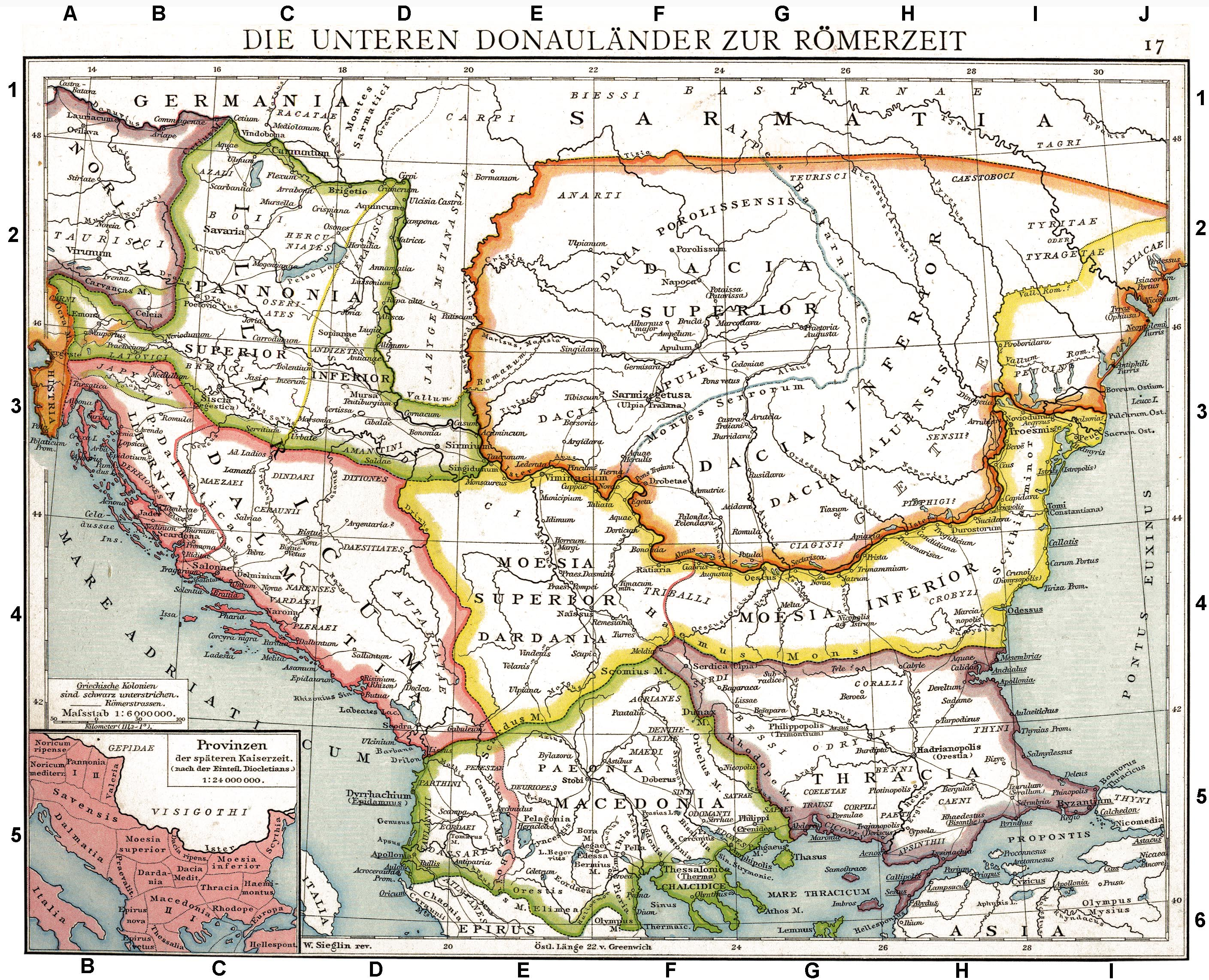
고대의 트라키아와 그 주변

트라키아(라틴어: Thracia) 또는 트라키(그리스어: Θράκη, 고대 그리스어로는 트라케), 트라키야(불가리아어: Тракия)는 역사적, 지리적으로 발칸반도의 남동쪽을 부르는 지명이다. 전통적으로 흑해, 에게해, 마르마라해의 3면이 바다로 둘러싸여져 있는 지역을 말한다. 튀르키예에서는 루멜리(Rumeli)라고 부르기도 하였다. 오늘날 트라키아는 불가리아 남부(북트라키아), 그리스 북동부(서트라키아), 튀르키예의 유럽 영토(동트라키아)를 일컫는다.
트라키아의 경계는 시대마다 변화가 있었다. 고대 트라키아(인종상 트라키아인이 살던 곳)는 오늘날 불가리아, 튀르키예 동트라키아, 그리스 북동부, 세르비아 동부 일부 지방, 마케도니아 공화국 동부 등지를 포괄하였다. 그 경계선은 북쪽으로는 도나우강이고, 남쪽으로는 에게해, 동쪽으로는 흑해와 마르마라해, 서쪽으로는 바르다르강, 벨리카모라바강이었다. 로마 시대 트라키아 속주는 이보다 작아서, 동쪽으로는 바다를 경계로 삼지만, 북쪽으로는 발칸산맥까지였으며, 서쪽으로는 메스타강에 국한되었다.

## 경계
역사상 트라키아의 경계선은 시대마다 변했다. 초기에 고대 그리스인들은 트라키아인이 사는 그리스 북쪽(테살리아 북쪽)에 있는 영토를 모두 아울러 이르는 말로 '트라키아'라는 표현을 썼다는 점이 주목할 만한데, 이 지역은 "확실한 경계선이 없었으며 마케도니아와 심지어 스키티아까지도 이에 포함"되었다. 어느 고대 그리스 사료에서 지구는 "아시아, 리비아, 에우로파(유럽), 트라키아"로 나뉘어 있다고 나와있다. 그리스인들이 아는 세계에 대한 지식이 넓어지면서, 이 낱말의 범위에 좀 더 제한이 생겼다. 트라키아의 범위는 북쪽으로 도나우강, 동쪽으로는 에욱세노스 바다(흑해), 남쪽으로는 북부 마케도니아, 서쪽으로는 일리리아에 이르는 땅으로 정해졌다. 이는 주로 트라키아의 오드뤼사이 왕국 영토와 일치하였으며, 그 국경은 시대에 따라 변하기도 하였다. 이 시대, 특히 마케도니아의 정복 이후에 트라키아와 마케도니아의 옛 경계선은 스트루마강에서 메스타강으로 바뀌었다. 이 경계는 로마가 이 지역을 정복할 때까지 유지되었다. 이후 (고전기의) 트라키아는 현대의 지리학적 지방의 범위와 거의 비슷한 땅만을 이르게 되었다. 초기에 트라키아 속주가 바로 그 범위에 속하였으나, 서기 3세기 말 행정 개혁을 하면서 이미 크게 줄어든 트라키아 땅은 트라키아 관구를 이루는 여섯 개의 작은 속주로 분할되었다. 중세 비잔티움 시대에 트라키아 테마(트라키아와 테마 제도를 통틀어 이르는 지명)는 오늘날의 동트라키아 지역에 국한되었다.

## 같이 보기
- 다키아
- 모이시아